# Sint-Elooiskerk (Kortrijk)
De Sint-Elooiskerk bevindt zich in de Belgische stad Kortrijk in de wijk Overleie.

## Geschiedenis

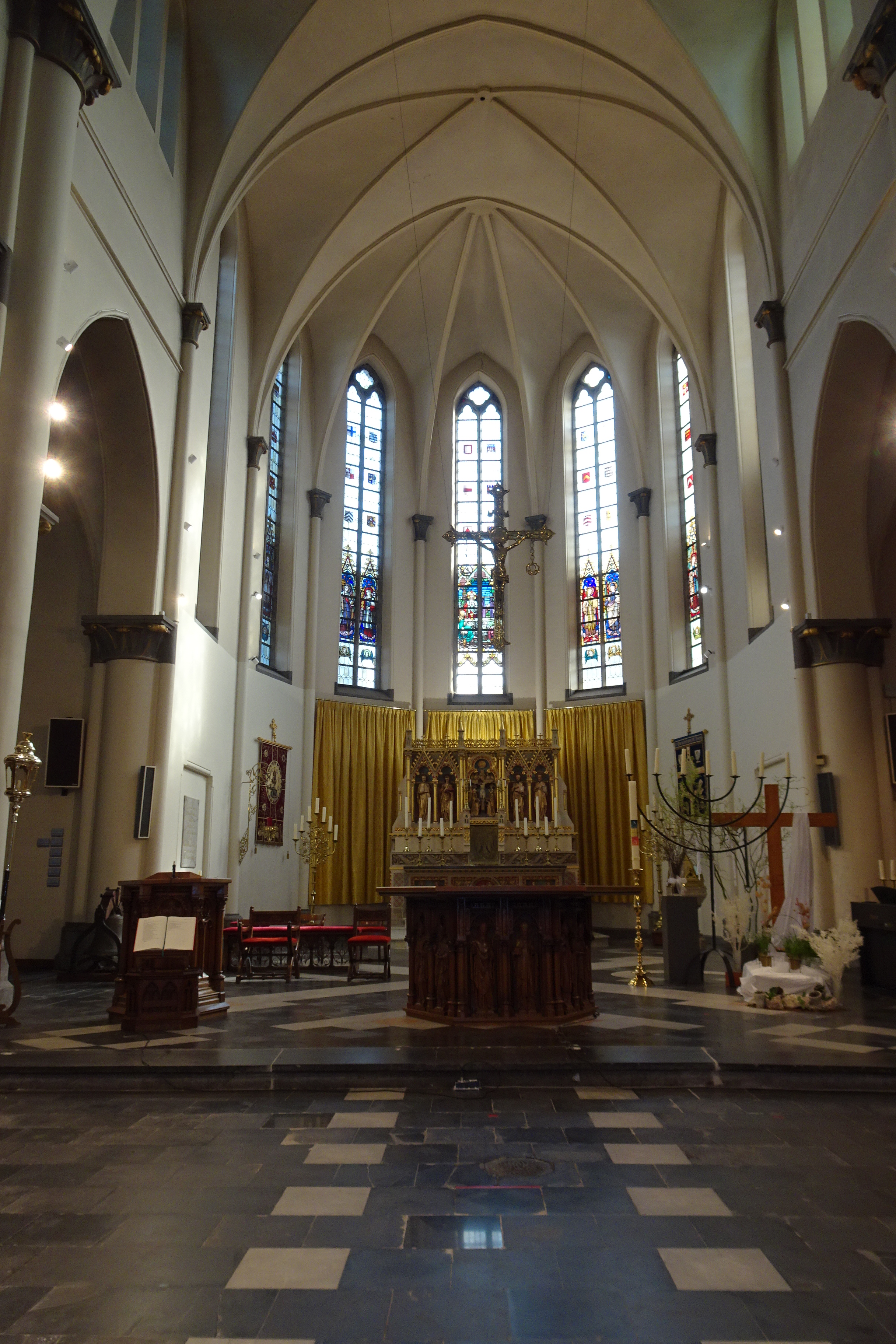
Koor Sint-Elooiskerk Kortrijk

De gemeenteraad van Kortrijk besliste in zitting van 23 september 1875 een nieuwe parochie op te richten in de drukbevolkte wijk Overleie. De kerk diende te komen op de plaats waar eeuwenlang de Sint-Elooiskapel stond. Om aan de vraag naar erediensten van de groeiende bevolking in de wijk te kunnen voldoen wijdde men een voorlopige kerk in op 27 oktober 1878. Op 22 oktober 1882 volgde de eerstesteenlegging van de Sint-Elooiskerk naar ontwerp van architect Leopold Degeyne, die naderhand plechtig werd ingewijd door bisschop Johan Joseph Faict op 1 december 1884. Tijdens de bouwwerken vreesde men op een bepaald ogenblik voor mogelijke verzakkingen. In 1891 kon men de opbouw toch voltooien.